# La Esmeralda, Minatitlán
La Esmeralda är en ort i Mexiko.   Den ligger i kommunen Minatitlán och delstaten Veracruz, i den sydöstra delen av landet, 500 km öster om huvudstaden Mexico City. La Esmeralda ligger 31 meter över havet och antalet invånare är 224.
Terrängen runt La Esmeralda är platt. Runt La Esmeralda är det ganska glesbefolkat, med 29 invånare per kvadratkilometer. Närmaste större samhälle är Hidalgotitlán, 16,8 km nordväst om La Esmeralda. Omgivningarna runt La Esmeralda är en mosaik av jordbruksmark och naturlig växtlighet.